# Maria Van Rysselberghe
Maria Van Rysselberghe, née Maria Monnom (1866-1959), écrivain belge, épouse du peintre Théo Van Rysselberghe (1862-1926). L’histoire littéraire présente souvent Maria Van Rysselberghe, confidente d'André Gide, sous le surnom de la « petite dame », en référence aux Cahiers de la petite dame édités de manière posthume en quatre tomes dans les Cahiers André Gide (volumes 4 à 7). Ils couvrent les années 1918 à 1951.

## Biographie
Maria Monnom est née le 9 février 1866 à Bruxelles, dans la famille des éditeurs bruxellois Monnom, qui publièrent notamment les poèmes d'Émile Verhaeren. Elle fréquente le  Cours d'Education, l'école de filles fondée et dirigée par Isabelle Gatti de Gamond, où Augustine De Rothmaler est son professeur. Elles seront des amies pour le reste de leur vie. 
La jeune Maria a avec le poète une passion brève qu'elle raconte dans son livre Il y a quarante ans (Gallimard, 1936, 300 exemplaires numérotés). Verhaeren découvre le peintre Théo Van Rysselberghe que Maria épouse en 1889. Leur fille Élisabeth naît en 1890. 
Maria Van Rysselberghe fut pendant plusieurs décennies l’amie et la confidente d’André Gide et ses Cahiers constituent un apport incomparable à l’étude de l’œuvre et de la personnalité de cet écrivain. Sa fille Élisabeth Van Rysselberghe devient en 1923 la mère de l'enfant unique d’André Gide, Catherine Gide (reconnue et adoptée par André Gide après la mort de son épouse Madeleine en avril 1938).
Élisabeth, qui avait eu vers 1910-1911 une liaison avec le poète anglais Rupert Brooke, mort en 1915 en Grèce, épousa en 1931 l’écrivain français Pierre Herbart, de treize ans son cadet.

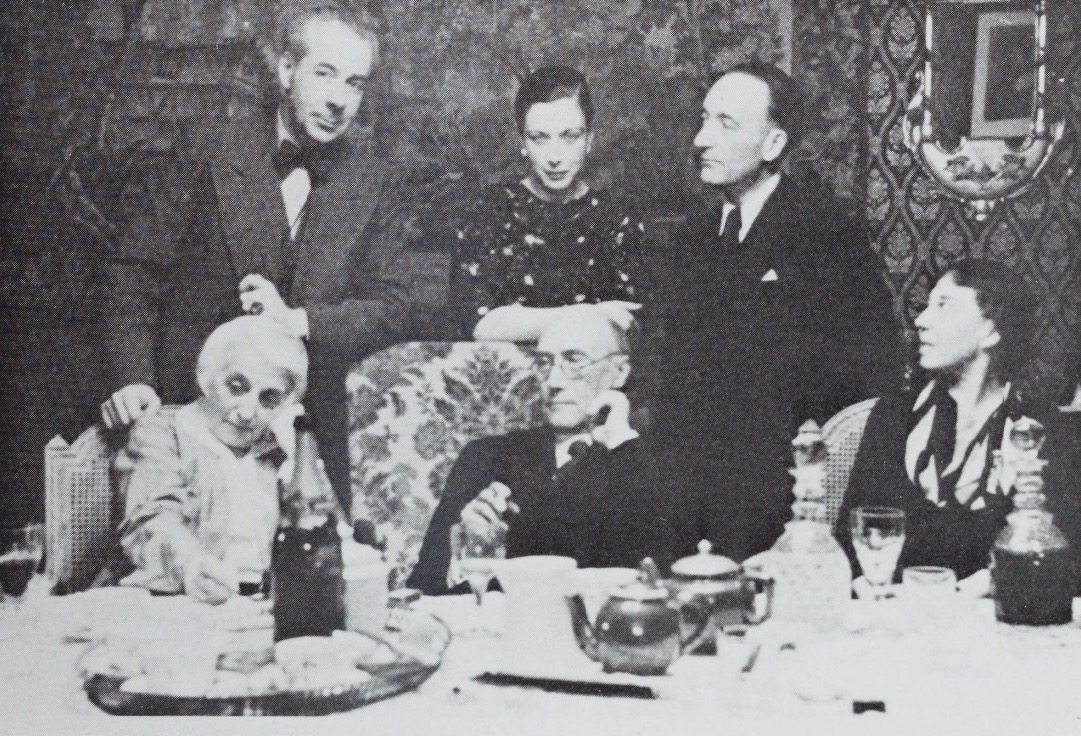
À gauche, Maria Van Rysselberghe à côté d'André Gide en 1936.